# Gregorius III
Gregorius III, född okänt, död 28 november eller december 741, var påve från den 18 mars 731 till sin död tio år senare 28 november 741. Han är ett helgon inom romersk-katolska kyrkan med festdag 28 november.

## Biografi
Gregorius var av syriskt ursprung, släkt med efterträdaren Sakarias, och son till en man vid namn Johannes. Gregorius valdes av romarna med acklamation till påve vid gravprocessionen av företrädaren, men konsekrerades inte förrän mer än en månad senare, möjligen eftersom han inväntade erkännande från exarken i Ravenna.
Han sökte på allt sätt vandra i sin företrädares fotspår. Han bemödade sig att åstadkomma ett bättre förhållande till Bysantinska riket, utan att uppge Gregorius II:s ståndpunkt i bildstriden. Han höll två synoder i Rom år 731 vid vilka han fördömde bildstriden. Men kejsaren ställde sig avvisande till alla hans försök. 
Kejsaren förstod att Italien började lösgöra sig från riket. Han sände en flotta för att återerövra Italien, men den skingrades av storm. Under tiden framträngde langobarderna ännu en gång mot Rom, och muslimska skepp brandskattade kusterna. I täta skaror överskred muslimerna Pyrenéerna, tills de dukade under för det frankiska häruppbådet. Genom denna händelse vändes påvens uppmärksamhet ännu mera åt väster.
Gregorius upptog sin företrädares strid mot langobarderna och sökte därunder att förmå Karl Martell till väpnat ingripande. En högtidlig beskickning från påven avgick till Karl Martell och medförde nycklar som legat på den helige Petri grav. Gregorius fortsatte den anknutna förbindelsen genom bevekande böner om hjälp mot langobarderna, men de blev till en början resultatlösa.
Gregorius uppehöll även företrädarens förbindelser med Bonifatius, utnämnde honom 732 till ärkebiskop och förmådde honom att med uppgivande av sina missionsplaner gripa sig an med organisationen av kyrkan i Bayern och Schwaben. Även med den engelska kyrkan sökte Gregorius inleda förbindelser.[källa behövs] Han hade full sysselsättning med de rivaliserande ärkebiskoparna av Canterbury och York.
Gregorius slutförde även återställandet av den romerska stadsmuren.
Han är begraven i Peterskyrkan.